# Rimator pasquieri
A Rimator pasquieri a madarak osztályának verébalakúak (Passeriformes) rendjébe és a Pellorneidae családjába tartozó faj.

## Rendszerezése
A fajt Jean Théodore Delacour és Pierre Jabouille írta le 1930-ban.

## Előfordulása
Délkelet-Ázsiában, kis területen, Vietnám északi részén honos. A természetes élőhelye a szubtrópusi vagy trópusi hegyi esőerdők és cserjések. Állandó, nem vonuló faj.

## Megjelenése
Testhossza 11-12 centiméter.